# Пешина
Пешина (італ. Pescina) — муніципалітет в Італії, у регіоні Абруццо, провінція Л'Аквіла.
Пешина розташована на відстані близько 100 км на схід від Рима, 45 км на південний схід від Л'Акуїли.
Населення — 4147 осіб (2014).
Щорічний фестиваль відбувається 2 травня. 

## Демографія
Населення за роками:

Станом на 1 січня 2023 року в муніципалітеті офіційно проживало 315 іноземців з 24 країн, серед них 62 громадяни країн Євросоюзу та 2 громадяни України.

## Уродженці
- Лучано Дзаурі (*1978) — італійський футболіст, захисник, півзахисник, згодом — футбольний тренер.

## Сусідні муніципалітети
- Челано
- Коллармеле
- Джоя-дей-Марсі
- Ортона-дей-Марсі
- Ортуккьо
- Овіндолі
- Сан-Бенедетто-дей-Марсі
- Тразакко